# Content delivery network

Links: distributiemodel met één server
Rechts: Content delivery network met meerdere servers

Een content delivery network (CDN, ook content distribution network) is een netwerk van proxyservers die geografisch verspreid zijn over het internet in verschillende datacenters, zodat gebruikers snel en zonder vertraging content kunnen binnenhalen. Dit kan gaan om zowel teksten, documenten, figuren, media, mediastreams, scripten, als applicaties.

## Voorbeelden
- Akamai
- Cloudflare
- Fastly
- Windows Azure
- BitTorrent dat gebruik maakt van peer-to-peer-technologie.